# La Folle Confession
Pour plus de détails, voir Fiche technique et Distribution.
La Folle Confession (True Confession) est un film américain en noir et blanc réalisé par Wesley Ruggles, sorti en 1937. Il s'agit de la première adaptation cinématographique de la pièce Mon crime !… de Georges Berr et Louis Verneuil, créée en 1934 au Théâtre des Variétés. Il fait l'objet d'un remake en 1946, sous le nom de Cross My Heart avec Betty Hutton, Sonny Tufts et Rhys Williams.

## Synopsis
Les époux Bartlett forment un couple étrange. Helen est une menteuse pathologique, tandis que Ken est un avocat honnête et dévoué mais qui n'a pas beaucoup de succès. Lorsqu'ils découvrent qu'ils sont sans le sou, Helen tente de convaincre son mari de défendre un voleur présumé de jambon, mais Ken se rend compte que l'homme a vraiment volé les saucisses et n'accepte pas l'affaire. Helen est alors obligée de travailler comme secrétaire de l'homme d'affaires Otto Krayler.

## Fiche technique
- Titre : La Folle Confession
- Titre original : True Confession
- Réalisation : Wesley Ruggles
- Scénario : Claude Binyon d'après la pièce Mon Crime de Georges Berr et Louis Verneuil
- Photographie : Ted Tetzlaff
- Montage : Paul Weatherwax
- Musique : Friedrich Hollaender
- Direction artistique : Hans Dreier et Robert Usher
- Costumes : Travis Banton
- Producteur : Albert Lewin et William LeBaron (producteur exécutif)
- Société de production : Paramount Pictures
- Pays d'origine : États-Unis
- Langue : anglais
- Format : Format : Noir et blanc — 35 mm — 1,37:1 — Son : Mono (Western Electric Mirrophonic Recording)
- Genre : Comédie, Comédie policière, Comédie loufoque
- Durée : 85 min
- Dates de sortie : 
  -  États-Unis 24 décembre 1937
  -  France 12 janvier 1938

## Distribution
- Carole Lombard : Helen Bartlett
- Fred MacMurray : Kenneth Bartlett
- John Barrymore : Charles "Charley" Jasper
- Una Merkel : Daisy McClure
- Porter Hall : M. Hartman
- Edgar Kennedy : Darsey
- Lynne Overman : George, barman
- Irving Bacon : Coroner
- Fritz Feld : Maître d'hôtel
- Richard Carle : Juge
- John T. Murray : Otto Krayler
- Tommy Dugan : McDougall
- Garry Owen : Tony Krauch
- Toby Wing : Suzanne Baggart
- Hattie McDaniel : Ella
- Eleanor Fisher : Reporter
- Arthur Lake

## Source
- La Folle Confession et l'affiche française du film, sur EncycloCiné